# 打工奇遇
《打工奇遇》是赵丽蓉、巩汉林等人在1996年中国中央电视台春节联欢晚会上表演的喜剧小品，荣获当年央视春晚观众最喜爱的节目小品类一等奖。小品描述了农村老太太在进城打工过程中所目睹的欺客行为，以表达对市场经济中乱象的批评。 

## 参与人员
石林、沈永年为小品的作者。由二群担任导演。张磊负责作曲。赵丽蓉饰演老太太，巩汉林饰演酒楼经理，金珠饰演经理秘书。
这是赵丽蓉、巩汉林第三次在央视春晚上合作，也是赵丽蓉、石林第四次在央视春晚上合作。:204,207-216
当时尚未成名的董洁也在小品中跑龙套，饰演众多打扮成宫女形象的服务员中的一位。

## 剧情
一位农村老太太（赵丽蓉饰）因为村集体想要开办酒楼、开发旅游，所以进城学习经营酒楼的经验，来到刚刚开张的“太后大酒楼”应聘。不料，总经理（巩汉林饰）招她来是要扮演慈禧太后，担任“饭托儿”。太后大酒楼通过包装，给成本低廉的商品标以高价。如将凉菜萝卜拼盘称为“群英荟萃”，售价80元人民币。又将兑水的二锅头称为“宫廷玉液酒”，号称可以开胃、滋补、治肾亏，售价180元一杯。老太太将情况巧妙地向物价部门举报，最后给酒楼挥笔写下“货真价实”四个字，潇洒离开。

## 音乐
小品中穿插了多处演唱的段落。老太太表演做菜场景时的唱段，改编自评剧《马寡妇开店》中的一节:63，以及韩磊原唱的流行歌曲《走四方》。推销“宫廷玉液酒”的一段，改编自评剧《贱骨头》中的唱段:436。推销“群英荟萃”的一段，改编自谢东在1995年央视春晚上演唱的流行歌曲《笑脸》。

## 流行语
- 还“群英荟萃”，我看奏（就）是萝卜开会。
- ——宫廷玉液酒。——一百八一杯。
- ——它为什么这么脆？它怎么这么脆？——它就是一盘大萝贝（卜）。[6]:50-53

## 评价
- 《打工奇遇》是赵丽蓉最成功的喜剧小品之一，荣获1996年央视春晚观众最喜爱的节目小品类一等奖。[1]:216[7]:271
- 有学者认为，《打工奇遇》中的“货真价实”四个大字，显示出在中国市场化转型过程中，普通草根百姓对现代性社会的不信任，对中国社会日益现代化、市场化、全球化的忧虑、警惕和不安，以及对传统社会道德和价值观念的怀旧情绪。[8]

## 轶事
- 在节目准备过程中，年近七十的赵丽蓉左腿膝盖诊断出骨裂，需要卧床休养、等待接受手术，但她坚持排练、演出。正式演出时，赵丽蓉在一段舞蹈后站立不支，幸好巩汉林及时将她搀扶住。[7]:271
- 彩排过程中，结尾部分的效果始终不让人满意。导演建议以当场题字的形式收场，作为亮点。赵丽蓉自孩童时起就演出评剧，没有接受过学校教育，文化程度低，更未接触过毛笔书法。但她通过十几天内的突击练习，最终成功完成了在春晚直播过程中挥毫题字的挑战。[7]:270
- 节目中所写的“货真价实”四个字后被无偿转让给中国药店工作委员会作为“放心药店”的标志使用。[9]
- 1996年央视元宵晚会上，彭丽媛、阎维文、宋祖英三名歌唱家跨界出演了该小品。[10]
- 2019年8月17日，正值香港反對逃犯條例修訂草案運動期间，一名自称是“中国北方人”的微博网友就“帝吧再出征”一事发表了看法，声称不想看到喊打喊杀的情况发生，随后在面对另一名微博网友转发时的提问“宫廷玉液酒”（在该小品中售价180元一杯）时回答“不懂你说的啥，我年龄比较大”，遂被揭穿并非北方人，上海市公安局对此引用同样出自该小品的台词“连啥意思都不懂，你真是棒槌”提醒网友切勿造假[11][12]。